# Dangerous (David-Guetta-Lied)
Dangerous (deutsch Gefährlich) ist ein Song des französischen DJs und Musikproduzenten David Guetta. Der Gesang stammt vom US-amerikanischen Singer-Songwriter Sam Martin. Das Lied wurde am 5. Oktober 2014 als Download für Guettas Album Listen veröffentlicht und von Guetta, Sam Martin, Giorgio Tuinfort, Jason Evigan, Lindy Robbins geschrieben.

## Musikvideo
David Guetta veröffentlichte zum Release auf seinem YouTube-Kanal ein Musikvideo zu Dangerous, das unter der Leitung von Jonas Åkerlund entstand. Am 31. Oktober erschien auch ein Extended Director’s Cut des Musikvideos. Im Video selbst steht das Thema Formel 1 im Vordergrund, bei dem der britische Schauspieler James Purefoy den Rivalen der Hauptperson spielt. Auch der französische Formel-1-Fahrer Romain Grosjean hat einen Auftritt im Video. Er betritt am Ende zusammen mit Guetta und Purefoy das Podium.
Seit dem 7. Oktober 2014 existiert ein offizielles Lyric-Musikvideo. In diesem wird das Songprädikat „Dangerous“ mit einem gefährlichen Weltraumeinsatz gegen einen erdbedrohlichen Kometen verbunden. Das Ende ist offen, aber nach der Explosion in der letzten Szene kann es keine Überlebenden in der Saturn-Rakete geben. Im Video werden häufig Szenen von der Mondlandung verwendet.
Außerdem gibt es seit dem 24. November 2014 ein Musikvideo in Form einer Pianoversion, bei der nur der klavierspielende und singende Sam Martin gezeigt wird.

## Titelliste
| Nr. | Titel                            | Länge |
| --- | -------------------------------- | ----- |
| 1.  | Dangerous (featuring Sam Martin) | 3:23  |

| Nr. | Titel | Länge |
| --- | --- | ----- |
| 1.  | Dangerous – Robin Schulz Remix (featuring Sam Martin, Robin Schulz)                                                  | 5:06  |
| 2.  | Dangerous – David Guetta Banging Remix (featuring Sam Martin)                                                        | 6:07  |
| 3.  | Dangerous – Steve Aoki Remix (featuring Sam Martin, Steve Aoki)                                                      | 4:38  |
| 4.  | Dangerous – Higher Self Remix (featuring Sam Martin)                                                                 | 4:31  |
| 5.  | Dangerous – Kevin & Dantiez Saunderson Deep Detroit Dub (featuring Sam Martin, Kevin Saunderson, Dantiez Saunderson) | 6:19  |
| 6.  | Dangerous – Kevin Saunderson Inner City Remix (featuring Sam Martin, Kevin Saunderson)                               | 6:28  |

## Kommerzieller Erfolg

### Chartplatzierungen
| ChartsChartplatzierungen       | Höchstplatzierung | Wochen |
| ------------------------------ | ----------------- | ------ |
| Deutschland (GfK)              | 1 (34 Wo.)        | 34     |
| Frankreich (SNEP)              | 1 (56 Wo.)        | 56     |
| Österreich (Ö3)                | 1 (23 Wo.)        | 23     |
| Schweiz (IFPI)                 | 1 (28 Wo.)        | 28     |
| Vereinigte Staaten (Billboard) | 56 (15 Wo.)       | 15     |
| Vereinigtes Königreich (OCC)   | 5 (25 Wo.)        | 25     |

| ChartsJahrescharts (2014) | Platzierung |
| ------------------------- | ----------- |
| Deutschland (GfK)         | 26          |
| Österreich (Ö3)           | 51          |
| Schweiz (IFPI)            | 44          |

### Auszeichnungen für Musikverkäufe
| Land/Region                  | Auszeichnungen für Musikverkäufe (Land/Region, Auszeichnung, Verkäufe) | Verkäufe  |
| ---------------------------- | ---------------------------------------------------------------------- | --------- |
| Australien (ARIA)            | Platin                                                                 | 70.000    |
| Belgien (BRMA)               | Gold                                                                   | 15.000    |
| Dänemark (IFPI)              | Platin                                                                 | 60.000    |
| Deutschland (BVMI)           | 3× Gold                                                                | 600.000   |
| Frankreich (SNEP)            | —                                                                      | 117.200   |
| Italien (FIMI)               | 3× Platin                                                              | 90.000    |
| Kanada (MC)                  | Platin                                                                 | 80.000    |
| Neuseeland (RMNZ)            | Platin                                                                 | 15.000    |
| Österreich (IFPI)            | Gold                                                                   | 15.000    |
| Schweden (IFPI)              | 3× Platin                                                              | 120.000   |
| Schweiz (IFPI)               | Platin                                                                 | 30.000    |
| Spanien (Promusicae)         | 2× Platin                                                              | 80.000    |
| Vereinigte Staaten (RIAA)    | Platin                                                                 | 1.000.000 |
| Vereinigtes Königreich (BPI) | Platin                                                                 | 600.000   |
| Insgesamt                    | 3× Gold · 16× Platin ·                                                 | 2.892.200 |

Hauptartikel: David Guetta/Auszeichnungen für Musikverkäufe